# Anna Semenovitj
Anna Grigorievna Semenovitj (ryska А́нна Григо́рьевна Семено́вич), född 1 mars 1980 i Moskva, är en rysk sångerska, skådespelare, fotomodell och tidigare konståkare.

## Konståkning
I början av hennes karriär var Maxim Katjanov hennes isdanspartner. De kom på femte plats i Goodwill Games 1994. Tillsammans med Vladimir Fedorov vann hon sedan två gånger Finlandia Trophy och tävlade om konståkningens Grand Prix. Höjdpunkten i deras samarbete var VM i konståkning 1998, där de tog 15:e platsen. Deras samarbete slutade 1999 och Semenovitj arbetade en säsong ihop med Roman Kostomarov. Med honom tog hon bronsmedalj i ryska mästerskapen år 2000 och tävlade både vid EM i konståkning 2000 och VM i konståkning 2000.
Därefter samarbetade hon en kort tid med Denis Samokhin, de kom på 4:e plats i ryska mästerskapen 2001, men sedan slutade hon med konståkning på grund av skador.

## Sång
Efter att hon lagt skridskorna på hyllan, inledde hon en karriär som skådespelerska, fotomodell och sångerska. Mellan 2003 och 2007 sjöng hon i tjejgruppen Blestjasjtjie (Блестящие), men fortsatte sedan som soloartist.
Sommaren 2008 lanserade hon och svensk-iranske Arash låten На Моря (Na morja, Till havet). Det är en rysk variant av Arash sång Joone man, där Arash sjunger på persiska och Anna på ryska. En musikvideo är inspelad på Kuba. 2005 hade Arash gjort låten Восточные сказки (Vostotjnie skazki, Orientaliska sagor) ihop med Blestjasjtjie. Den är en rysk variant av hans Temptation.
Anna Semenovitj deltog i den ryska uttagningen till Eurovision Song Contest 2009 med melodin "Love lovila", men vann inte.